# Galina Alexandrowna Mesenzewa
Galina Alexandrowna Mesenzewa (russisch Галина Александровна Мезенцева, wissensch. Transl.: Galina Aleksandrovna Mezenceva; * 13. August 1979) ist eine frühere russische Biathletin.
International debütierte Mesenzewa 2003 in Ridnaun im Biathlon-Europacup und wurde dort 20. in einem Sprint und 17. des darauf basierenden Verfolgungsrennen und gewann damit ihre ersten Punkte. Weitere Ergebnisse in den Punkterängen folgten, ohne dass die Russin bessere Einzelplatzierungen erreichen konnte. Weitere Einsätze folgten 2004 beim IBU-Grand-Prix in Chanty-Mansijsk, bei denen sie 18. im Sprint war, 20. der Verfolgung wurde und im Massenstartrennen den 14. Platz belegte. Im weiteren Verlauf des Jahres folgten Einsätze bei den allerersten Sommerbiathlon-Europameisterschaften 2004 in Clausthal-Zellerfeld. Mesenzewa wurde dort Siebte im Sprintrennen und Fünfte der Verfolgung. National wurde sie 2003 russische Meisterin im Sommerbiathlon in der 4×4-km-Crosslauf-Staffel. Im Jahr 2004 gewann sie die russische Biathlonmeisterschaft im Sprint und im 20-km-Patrouillenlauf sowie 2005 in der Staffel und der Mixed-Staffel. Mesenzewa startete für den Sportklub des Heeres sowie den Autonomen Kreis der Chanten und Mansen.